# M75 (Handgranate)
Die M75-Handgranate (auch: M-75, serbokroatisch кашикара kašikara, deutsch ‚Kaschikara (Löffel)‘) ist eine jugoslawische Handgranate, welche für den Einsatz in nichtoffenen Gebieten wie Schützengräben, Wäldern und Bunkern konzipiert wurde. Die Granate besteht aus einem Körper, einer Sprengladung sowie einem mechanischen Zeitzünder und wird in einer Plastikbox transportiert.
Der Körper ist mit 3000 Stahlkugeln mit jeweils 2,5–2,9 mm Durchmesser ausgekleidet. Der effektive Tötungsradius liegt bei 12 Metern, der Verletzungsradius bei 30–54 Metern. Die Ladung besteht aus 36 Gramm Plastiksprengstoff. Der Zünder hat eine Auslösezeit von 3 bis 4,4 Sekunden.
Unter der Bezeichnung M93 wurde in Mazedonien eine baugleiche Granate produziert.
Die Handgranate wurde vor allem während der Jugoslawienkriege von den Armeen Jugoslawiens bzw. seiner Nachfolgestaaten eingesetzt.

## Verwendung durch kriminelle Banden
Restbestände an M75-Handgranaten (als auch M93) wurden und werden (Stand 2019) seit den Jugoslawienkriegen unter anderem nach Schweden, Belgien und England geschmuggelt. In Schweden ist sie die am häufigsten verwendete Granate, welche dort bei ab 2013 für westliche Staaten außergewöhnlich häufigen Granatenattacken zwischen kriminellen Banden eingesetzt wurde. In England wurde sie 2012 beispielsweise für die Ermordung von zwei Polizisten in Manchester eingesetzt.
Auch in Baden-Württemberg kam die M75 im Rahmen eines Bandenkrieges zum Einsatz.